# Francis Némé Baïssari
Francis Némé Baïssari (* 18. September 1933 in Knat; † 24. Februar 2015) war Weihbischof in Joubbé, Sarba und Jounieh.

## Leben
Francis Némé Baïssari empfing am 8. April 1962 die Priesterweihe. Er wurde an der Universität St. Esprit in Kaslik zum Doctor theologiae promoviert. Er war Pfarrer von Batroun.
Papst Johannes Paul II. ernannte ihn am 7. Juni 1991 zum Titularbischof von Aradus und zum Weihbischof in Joubbé, Sarba und Jounieh. Die Bischofsweihe spendete ihm der Maronitische Patriarch von Antiochien und des ganzen Orients, Nasrallah Boutros Sfeir, am 3. August desselben Jahres; Mitkonsekratoren waren Roland Aboujaoudé, Weihbischof in Antiochien, und Boutros Gemayel, Erzbischof von Zypern.
Am 11. Juni 2011 nahm Papst Benedikt XVI. seinen altersbedingten Rücktritt an. Er starb am 24. Februar 2015 im Alter von 81 Jahren.

## Schriften
- Catalogue raisonne des manuscrits de la bibliotheque de la Residence Patriarcale Maronite, 1999
- Catalogue raisonné des manuscrits de Connoubine, Universite Saint-Esprit, Kasllik (Libanon), 2001